# Amagi Brilliant Park
Amagi Brilliant Park (甘城ブリリアントパーク, Amagi Buririanto Pāku) abrégé Amaburi (甘ブリ) est une série japonaise de light novels écrite par Shōji Gatō et illustrée par Yuka Nakajima. Cinq volumes ont été publiés depuis le 20 février 2013 par les éditions Fujimi Shobo dans leur collection Fujimi Fantasia Bunko. Une adaptation en manga illustrée par Kimitake Yoshioka a commencé sa prépublication dans le magazine Monthly Dragon Age du même éditeur. Une adaptation en série télévisée d'animation par le studio Kyoto Animation est diffusée au Japon entre le 6 octobre et le 25 décembre 2014 sur la chaîne TBS.

## Synopsis
Seiya Kanie est un lycéen qui, un jour, fait la rencontre de Isuzu Sento, une élève peu commode de son lycée venant d'être transférée. Elle lui demande d'aller dans un parc à thème en sa compagnie, l'Amagi Brilliant Park. Après une visite approfondie du parc, Seiya reste très dubitatif quant à la réputation du parc. À la fin de la visite, une princesse venue du monde de « Maple Land » demande à Seiya de l'aider à réunir 100 000 visiteurs en deux semaines (250 000 dans l'anime sur 3 mois) pour que le parc ne ferme pas ses portes. C'est à la suite de ces événements, que Seiya devient temporairement le directeur de Amagi Brilliant Park.

## Personnages
Seiya Kanie (可児江 西也, Kanie Seiya)
Élève peu modeste, il se sentira obligé d'aider le parc dans la quête des 250 000 visiteurs. Il ne perd jamais de temps et ses décisions, qui sont souvent dures à accepter pour les membres du parc, seront toujours justes. Il a rencontré Latifah durant sa jeunesse et adore les bâtonnets qu'elle cuisine. Il possède le don de pouvoir voir ce que pense les gens (une seule fois pour chaque personne), ce qui l'aidera dans sa quête.
Isuzu Sento (千斗 いすず, Sento Isuzu)
Sento est l'élève transférée qui se retrouve secrétaire de Kanie après que ce dernier soit devenu directeur de l'Amagi Brilliant Park. Bien qu'elle ne l'admette pas, elle a des sentiments envers Kanie. Elle se balade toujours avec un fusil pour immobiliser ceux qui se battraient.
Latifah Fleuranza (ラティファ・フルーランザ, Ratifa Furūranza)
Princesse du royaume, elle doit venir sur Terre pour espérer guérir d'une malédiction, qui la rend faible et qui lui fait perdre sa mémoire le 1er août de chaque année.
Moffle (モッフル, Moffuru)
Oncle de Latifah, il se dispute souvent avec Kanie.
Macaron (マカロン, Makaron)
Ressemblant à un mouton, il apparaît souvent avec Moffle et Tirami.
Tirami (ティラミー, Tiramī)
D'une nature perverse, il apparaît souvent avec Moffle et Macaron.
Muse (ミュース, Myūsu)
Salama (サーラマ, Sārama)
Sylphy (シルフィー, Shirufī)
Kobori (コボリー, Koborī)

## Light novel
Le premier volume du light novel a été publié le 20 février 2013 par les éditions Fujimi Shobo dans leur collection Fujimi Fantasia Bunko. Cinq volumes ont été publiés au 18 octobre 2014.

## Manga
Une adaptation en manga illustrée par Kimitake Yoshioka a commencé sa prépublication le 8 février 2014 dans le magazine Monthly Dragon Age des éditions Fujimi Shobo. Le premier volume relié est sorti le 9 juillet 2014 et deux tomes sont sortis au 9 octobre 2014.
Un second manga intitulé Amagi Brilliant Park? Fumo (甘城ブリリアントパーク?ふも) est prépublié depuis le 9 mai 2014 dans le magazine Monthly Dragon Age.

## Anime
Une adaptation en série télévisée d'animation par le studio Kyoto Animation est diffusée depuis le 6 octobre 2014 au Japon. La série comporte un total de treize épisodes. Un épisode non diffusé est disponible avec le septième coffret DVD et Blu-ray commercialisé le 26 juin 2015. ADN diffuse la série en France à partir du 13 octobre 2020. Une sortie vidéo en bluray est également prévue pour le 7 juillet 2021 chez Kana.

### Liste des épisodes
| No | Titre de l’épisode en français                  | Titre original de l’épisode                          | Date de 1re diffusion |
| -- | ----------------------------------------------- | ---------------------------------------------------- | --------------------- |
| 1  | Pas assez de visiteurs !                        | お客が来ない Okyaku ga konai!                        | 6 octobre 2014        |
| 2  | Pas assez de temps !                            | 時間がない! Jikan ga nai!                            | 9 octobre 2014        |
| 3  | Pas assez de renfort !                          | テコ入れが効かない! Tekoire ga kikanai!              | 16 octobre 2014       |
| 4  | Pas assez de productivité !                     | 秘書が使えない! Hisho ga Tsukaenai!                  | 23 octobre 2014       |
| 5  | Pas assez d'argent !                            | お金が足りない! Okane ga Tarinai!                    | 30 octobre 2014       |
| 6  | Pas assez de gens !                             | 人手が足りない! Hitode ga Tarinai!                   | 6 novembre 2014       |
| 7  | Pas assez de sécurité dans la piscine !         | プールが危ない! Pūru ga Abunai!                      | 13 novembre 2014      |
| 8  | Pas assez d'amour !                             | 恋心が届かない! Koigokoro ga Todokanai!              | 20 novembre 2014      |
| 9  | Pas assez de travail d'équipe !                 | チームワークが生まれない! Chīmuwāku ga Umarenai!     | 27 novembre 2014      |
| 10 | Rien ne peut être fait !                        | もう打つ手がない! Mō Utsu Te ga Nai!                 | 4 décembre 2014       |
| 11 | Rien à craindre maintenant !                    | これでもう心配ない! Kore de Mō Shinpainai!           | 11 décembre 2014      |
| 12 | Personne ne sait ce que l'avenir nous réserve ! | 未来は誰にもわからない! Mirai wa Darenimo Wakaranai! | 18 décembre 2014      |
| 13 | Pas un bon PV !                                 | PVがつまらない! PV ga Tsumaranai!                    | 25 décembre 2014      |